# Lewistown (Pensilvânia)
Lewistown é um distrito localizado no estado norte-americano de Pensilvânia, no Condado de Mifflin.

## Demografia
Segundo o censo norte-americano de 2000, a sua população era de 8998 habitantes.
Em 2006, foi estimada uma população de 8582, um decréscimo de 416 (-4.6%).

## Geografia
De acordo com o United States Census Bureau tem uma área de
5,2 km², dos quais 5,2 km² cobertos por terra e 0,0 km² cobertos por água. Lewistown localiza-se a aproximadamente 173 m acima do nível do mar.

## Localidades na vizinhança
O diagrama seguinte representa as localidades num raio de 8 km ao redor de Lewistown.